# Поверљиво из Л. А. (филм)
Поверљиво из Л. А. је крими филм из 1997. године који је заснован на истоименом роману Џејмса Елроја. Филм је режирао Кертис Хансон, док глумачку поставу чине: Кевин Спејси, Расел Кроу, Гај Пирс, Џејмс Кромвел, Ким Бејсингер, Дејвид Стратерн и Дени Девито.

## Радња
Ова драма Кертиса Хенсона, истражује тамну страну Лос Анђелеса педесетих година прошлог века, када је Холивуд још био синоним за гламур и префињеност. Дадли Смит [Џејмс Кромвел] један од главних људи у полицији, толерише корупцију и насиље у свом одељењу јер његови људи, све у свему, стављају лоше момке иза решетака. Бад Вајт [Расел Кроу] је детектив насилне и циничне природе која је у супротности са његовим осећајем за поштење и правду. Ед Ексли [Гај Пиерс] је детектив који све ради по правилима и одлично схвата унутрашњу политику у одељењу. Ту је и Џек Винсенс [Кевин Спејси], 'холивудски' детектив који је саветник на снимању једне полицијске серије. Он, такође, сарађује са уредником [Дени де Вито] једног таблоида. Вајт, Ексли и Винсенс су увучени у мрежу злочина, издаје и насиља након убиства у једном кафићу. На њихово изненађење, сви трагови воде до организације која се бави порнографијом и проституцијом на високом нивоу. Проститутке које се налазе у том кругу извргнуте су пластичној операцији да би личиле на одређене филмске звезде. Вајтова улога у истрази се компликује када му се допадне једна од њих [Ким Бесинџер], девојка која личи на Веронику Лејк.

## Улоге
| Глумац          | Улога                                 |
| --------------- | ------------------------------------- |
| Гај Пирс        | поручник Едмунд Џенингс „Ед“ Ексли    |
| Расел Кроу      | полицајац Вендел „Бад“ Вајт           |
| Кевин Спејси    | детектив Џек Винсенс                  |
| Џејмс Кромвел   | капетан Дадли Лијам Смит              |
| Ким Бејсингер   | Лин Бракен                            |
| Дејвид Стратерн | Пирс Морхаус Пачет                    |
| Дени Девито     | Сид Хаџенс                            |
| Грејам Бекел    | детектив Ричард Алекс „Дик“ Стенсланд |
| Пол Гилфојл     | Мајер Харис „Мики“ Коен               |
| Рон Рифкин      | заступник дистрикта Елис Лоу          |
| Сајмон Бејкер   | Мет Ренолдс                           |
| Мет Макој       | Брет Чејс                             |
| Паоло Сеганти   | Џони Стомпанато                       |
| Томас Арана     | детектив наредник Мајкл Брунинг       |

## Награде
- Оскар за најбољу споредну глумицу (Ким Бејсингер)
- Оскар за најбољи адаптирани сценарио (Кертис Хансон и Брајан Хелгеланд)
- Награда аустралијског филмског института за најбољи страни филм (Кертис Хансон, Арнон Милчан, Мајкл Џ. Нејтансон)
- БАФТА награда за најбољу монтажу Питер Хонес
- БАФТА награда за најбољи звук (Тери Родман, Роланд Н. Таи, Кирк Франсис, Енди Нелсон, Ана Белмер, Џон Лавек)
- Златни глобус за најбољу споредну глумицу у играном филму (Ким Бејсингер)
- Награда Удружења филмских глумаца за најбољу глумицу у споредној улози (Ким Бејсингер)
- Награда Удружења бостонских филмских критичара за најбољи филм
- Награда Удружења бостонских филмских критичара за најбољу режију (Кертис Нансон)
- Награда Удружења бостонских филмских критичара за најбољу споредну мушку улогу (Кевин Спејси)
- Награда Удружења бостонских филмских критичара за најбољи сценарио (Кертис Хансон и Брајан Хелгеланд)